# 长尾叶当归
长尾叶当归（学名：Angelica longicaudata）是伞形科当归属的植物，是中国的特有植物。分布于中国大陆的四川、云南等地，生长于海拔1,500米的地区，见于沟边、灌木林缘、山地、岩边崖隙中和山坡草丛中，目前尚未由人工引种栽培。

## 别名
曲前、尾独活（叙永）、沄山当归（綦江）、土羌活（峨眉山）